# Villarosa
Villarosa ist eine Stadt im Freien Gemeindekonsortium Enna in der Region Sizilien in Italien mit 4288 Einwohnern (Stand 31. Dezember 2023).

## Lage und Daten
Villarosa liegt 17 km westlich von Enna. Die Einwohner arbeiten hauptsächlich in der Landwirtschaft.
Die Gemeinde liegt im Geopark Rocca di Cerere.
Außer Villarosa gehört noch der Ortsteil Villapriolo zur Gemeinde. Die Nachbargemeinden sind Alimena (PA), Bompietro (PA), Calascibetta, Enna und Santa Caterina Villarmosa (CL).

## Geschichte
Ursprünglich war der Ort nach San Giacomo di Bombinetto benannt. 1761 wurde der Ort in Villarosa umbenannt zu Ehren der Malerin Rosa Ciotti, die den Stadtplan für die Stadt entwarf. 1762 entstand das heutige Zentrum durch den Adligen Duca Placido Notarbartolo. Durch Schwefelminen und Sodasalzvorkommen hat sich der Ort im 19. Jahrhundert gut entwickelt.

## Sehenswürdigkeiten
- Chiesa Madre (Pfarrkirche) San Giacomo (Hl. Jakob) geweiht
- Kirche der Immacolata Concezione (unbefleckten Empfängnis)
- Kirche der Madonna della Catena
- Palazzo del Duca der Notarbartolo
- Torre dell’Orologio (Uhrturm)
- Museum d’Arte Mineraria (Kunst der Mineralien)
- Museum Civiltà Contadina (Landwirtschaft) in der Nähe des Bahnhofes
- Museum bei der Villa Lucrezia
- Palazzo Stanzie
- See Villarosa

## Partnerstädte
Mit den Orten Le Quesnoy in Frankreich und Morlanwelz in Belgien besteht eine Städtepartnerschaft.